# Demografia de Ruanda
Aquest article tracta sobre les característiques demogràfiques de la població de Ruanda inclosa la densitat de població, ètnia, nivell d'educació, salut de la població, estatus econòmic, afiliacions religioses i altres aspectes de la població.
La densitat de població de Ruanda, fins i tot després del genocidi de 1994 és de les més altes de l'Àfrica subsahariana, uns 230 h/km². Aquest país té pocs llogarets i gairebé totes les famílies viu en un compost autoelaborat en un vessant d'un turó. Les concentracions urbanes s'agrupen al voltant dels centres administratius. Més de la meitat de la població adulta és alfabetitzada, però no més del 5% han rebut educació secundària.

## Grups ètnics
La població indígena es compon de tres grups ètnics. Els hutus, que incloïen la majoria de la població (85%), són agricultors d'origen bantu. Els tutsi (14% abans del genocidi, probablement menys del 10% ara) són pobles pastors que van arribar a la zona al segle xv. Fins 1959, van formar la casta dominant sota un sistema feudal basat en la possessió de ramat.
El pigmeus twa (1 %) es creu que són ser les restes dels habitants més antics de la zona.

## Població
En 1950 Ruanda tenia una piràmide poblacional molt reduïda, amb menys de 250.000 homes i dones entre 0 i 10 anys. El gràfic només es fa més estret, ja que gairebé ningú arriba als 50 anys. L'any 2017 veiem l'augment de la població dramàticament a partir de 1950 amb unes 750.000 persones entre 0 i 20 anys, el gràfic es manté molt estret a la secció d'edats més grans, però s'ha millorat a partir de 1950. El 2050 es preveu que hi haurà més persones que viuran més i l'estructura s'ampliarà en general. El 2100 es prediu que hi haurà més persones entre 30-60 que entre 0-20 anys de gràfics anteriors.

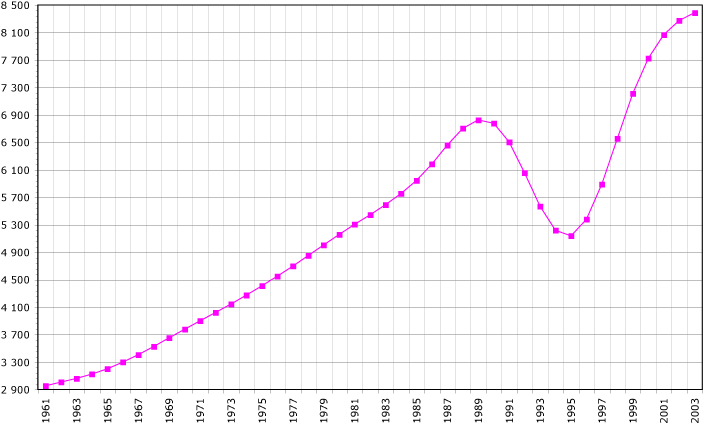
Un gràfic que mostra la població total de Ruanda, Dades de FAO, any 2005; nombre d'habitants en milers.

Segons la revisió de 2017 de World Population Prospects la població de Ruanda era de 11.917.508 habitants en 2016, comparada amb els 2.072.000 en 1950. La proporció de nens menors de 15 anys en 2010 era del 42,6%, el 54,7% tenia entre 15 i 65 anys, mentre que el 2,7% tenia 65 anys o més.
|      | Població total (en milers) | Entre 0–14 anys (%) | Entre 15–64 anys (%) | Població 65+ anys (%) |
| ---- | -------------------------- | ------------------- | -------------------- | --------------------- |
| 1950 | 2.072                      | 45,1                | 52,3                 | 2,6                   |
| 1955 | 2.386                      | 46,3                | 50,8                 | 2,9                   |
| 1960 | 2.771                      | 48,1                | 49,1                 | 2,8                   |
| 1965 | 3.221                      | 47,8                | 49,5                 | 2,7                   |
| 1970 | 3.749                      | 47,8                | 49,7                 | 2,5                   |
| 1975 | 4.390                      | 47,7                | 49,9                 | 2,4                   |
| 1980 | 5.179                      | 48,1                | 49,7                 | 2,2                   |
| 1985 | 6.081                      | 48,9                | 49,1                 | 2,0                   |
| 1990 | 7.110                      | 49,1                | 48,7                 | 2,2                   |
| 1995 | 5.570                      | 48,4                | 49,3                 | 2,3                   |
| 2000 | 8.098                      | 45,4                | 52,0                 | 2,6                   |
| 2005 | 9.202                      | 42,4                | 55,0                 | 2,7                   |
| 2010 | 10.624                     | 42,6                | 54,7                 | 2,7                   |
| 2012 | 10.516                     | 41,16               | 55,65                | 3,19                  |

### Estructura de la població[4]
Estructura de la població (Estimacions d'1 de juliol de 2012, data de referència per projeccions nacionals):
| Grup d'edat | Homes     | Dones     | Total      | %     |
| ----------- | --------- | --------- | ---------- | ----- |
| Total       | 5.342.112 | 5.691.029 | 11.033.141 | 100   |
| 0–4         | 973.447   | 957.104   | 1.930.551  | 17,50 |
| 5–9         | 770.292   | 763.709   | 1.534.001  | 13,90 |
| 10–14       | 608.836   | 621.378   | 1.230.213  | 11,15 |
| 15–19       | 552.629   | 568.101   | 1.120.730  | 10,16 |
| 20–24       | 525.485   | 550.486   | 1.075.971  | 9,75  |
| 25–29       | 508.839   | 540.872   | 1.049.712  | 9,51  |
| 30–34       | 366.700   | 416.072   | 782.772    | 7,09  |
| 35–39       | 241.362   | 291.340   | 532.702    | 4,83  |
| 40–44       | 197.005   | 228.728   | 425.733    | 3,86  |
| 45–49       | 165.096   | 193.402   | 358.499    | 3,25  |
| 50–54       | 153.080   | 180.759   | 333.839    | 3,03  |
| 55–59       | 107.200   | 132.234   | 239.433    | 2,17  |
| 60–64       | 71.924    | 92.299    | 164.223    | 1,49  |
| 65–69       | 38.125    | 58.585    | 96.710     | 0,88  |
| 70–74       | 29.285    | 46.236    | 75.521     | 0,68  |
| 75–79       | 17.736    | 27.557    | 45.293     | 0,41  |
| 80+         | 15.071    | 22.178    | 37.239     | 0,34  |

| Grup d'edat | Home      | Dones     | Total     | %     |
| ----------- | --------- | --------- | --------- | ----- |
| 0–14        | 2.352.575 | 2.342.191 | 4.694.766 | 42,55 |
| 15–64       | 2.889.320 | 3.194.282 | 6.083.602 | 55,14 |
| 65+         | 100.217   | 154.556   | 254.773   | 2,31  |

Estructura de la població (DHS 2013; homes 9,546, dones 10,726, total 20,272):
| Grup d'edat | Homes (%) | Dones (%) | Total (%) |
| ----------- | --------- | --------- | --------- |
| 0–4         | 16,2      | 14,5      | 15,3      |
| 5–9         | 15,2      | 13,5      | 14,3      |
| 10–14       | 14,0      | 12,6      | 13,3      |
| 15–19       | 10,3      | 9,9       | 10,1      |
| 20–24       | 8,2       | 9,0       | 8,6       |
| 25–29       | 8,3       | 8,3       | 8,3       |
| 30–34       | 7,2       | 7,3       | 7,3       |
| 35–39       | 4,4       | 4,9       | 4,7       |
| 40–44       | 3,5       | 4,3       | 4,0       |
| 45–49       | 3,1       | 3,6       | 3,3       |
| 50–54       | 3,1       | 3,4       | 3,3       |
| 55–59       | 2,1       | 2,3       | 2,2       |
| 60–64       | 1,7       | 2,1       | 1,9       |
| 65–69       | 1,0       | 1,5       | 1,3       |
| 70–74       | 0,6       | 1,1       | 0,9       |
| 75–79       | 0,5       | 0,6       | 0,6       |
| 80+         | 0,6       | 0,9       | 0,8       |

| Grup d'edat | Homes (%) | Dones (%) | Total (%) |
| ----------- | --------- | --------- | --------- |
| 0–14        | 45,4      | 40,6      | 42,9      |
| 15–64       | 51,9      | 55,3      | 53,5      |
| 65+         | 2,7       | 4,1       | 3,6       |

## Estadístiques vitals
El registre d'esdeveniments vitals a Ruanda no està complet. El Departament de Població de les Nacions Unides va preparar les següents estimacions.
| Període | Naixements vius per any | Morts per any | Canvi natural per any | CBR* | CDR* | NC*  | TFR* | IMR* |
| --- | ----------------------- | ------------- | --------------------- | ---- | ---- | ---- | ---- | ---- |
| 1950–1955 | 118.000                 | 55.000        | 63.000                | 52,9 | 24,7 | 28,1 | 8,00 | 160  |
| 1955–1960 | 137.000                 | 60.000        | 77.000                | 53,3 | 23,4 | 29,9 | 8,15 | 152  |
| 1960–1965 | 155.000                 | 65.000        | 90.000                | 51,9 | 21,9 | 30,0 | 8,15 | 143  |
| 1965–1970 | 178.000                 | 72.000        | 106.000               | 51,0 | 20,7 | 30,3 | 8,10 | 137  |
| 1970–1975 | 211.000                 | 82.000        | 128.000               | 51,8 | 20,3 | 31,5 | 8,20 | 134  |
| 1975–1980 | 250.000                 | 92.000        | 158.000               | 52,3 | 19,3 | 33,0 | 8,25 | 132  |
| 1980–1985 | 294.000                 | 92.000        | 202.000               | 52,2 | 16,3 | 35,9 | 8,25 | 124  |
| 1985–1990 | 326.000                 | 123.000       | 203.000               | 49,4 | 18,7 | 30,7 | 7,80 | 120  |
| 1990–1995 | 258.000                 | 263.000       | −5.000                | 40,7 | 41,5 | −0,8 | 6,30 | 128  |
| 1995–2000 | 278.000                 | 136.000       | 142.000               | 40,7 | 19,9 | 20,8 | 6,00 | 118  |
| 2000–2005 | 344.000                 | 125.000       | 219.000               | 39,8 | 14,4 | 25,4 | 5,60 | 108  |
| 2005–2010 | 404.000                 | 122.000       | 281.000               | 40,7 | 12,3 | 28,4 | 5,43 | 100  |
| * CBR = taxa bruta de natalitat (per 1000); CDR = taxa bruta de mortalitat (per 1000); NC = canvi natural (per 1000); IMR = taxa de mortalitat infantil per 1000 naixements; TFR = taxa de fecunditat total (nombre de fills per dona) |                         |               |                       |      |      |      |      |      |

Naixements i morts
| Any  | Població | Naixements vius | Morts   | Increment natural | Taxa Bruta de Natalitat | Taxa Bruta de Mortalitat | Taxa d'Increment Natural | TFR |
| ---- | -------- | --------------- | ------- | ----------------- | ----------------------- | ------------------------ | ------------------------ | --- |
| 2012 |          | 404.067         | 139.499 | 264.568           |                         |                          |                          |     |

### Fertilitat i naixements
La Taxa de Fertilitat Total (TFR) (Taxa de Fertilitat Estimada) i Taxa Bruta de Natalitat (CBR):
| Any     | CBR (Total) | TFR (Total) | CBR (Urbana) | TFR (Urbana) | CBR (Rural) | TFR (Rural) |
| ------- | ----------- | ----------- | ------------ | ------------ | ----------- | ----------- |
| 1992    | 40,0        | 6,23 (4,2)  | 38,0         | 4,51 (3,3)   | 41,0        | 6,33 (4,3)  |
| 2000    |             | 5,8 (4,7)   |              | 5,2 (4,1)    |             | 5,9 (4,8)   |
| 2005    | 43,2        | 6,1 (4,6)   | 39,8         | 4,9 (3,6)    | 43,8        | 6,3 (4,8)   |
| 2007–08 | 39,2        | 5,5 (3,7)   | 37,4         | 4,7 (3,3)    | 39,6        | 5,7 (3,8)   |
| 2010    | 34,4        | 4,6 (3,1)   | 30,6         | 3,4 (2,6)    | 35,0        | 4,8 (3,2)   |
| 2014–15 | 32,6        | 4,2 (3,1)   | 34,3         | 3,6 (2,7)    | 32,3        | 4,3 (3,2)   |

Dades de fertilitat en 2014–15 (DHS Program):
| Província | Taxa de fertilitat total | Percentatge de dones de 15–49 habitants embarassades | Nombre mitjà de nens nascuts de dones de 40 a 49 anys |
| --------- | ------------------------ | ---------------------------------------------------- | ----------------------------------------------------- |
| Kigali    | 3.6                      | 6.9                                                  | 4.6                                                   |
| Sud       | 4,0                      | 6,9                                                  | 5,0                                                   |
| Oest      | 4,6                      | 7,4                                                  | 5,9                                                   |
| Nord      | 3,7                      | 6,3                                                  | 5,6                                                   |
| Est       | 4,6                      | 8,4                                                  | 5,9                                                   |

## Estadístiques demogràfiques de la CIA World Factbook
Les estadístiques demogràfiques següents són del CIA World Factbook, llevat que s'indiqui el contrari.

### Població
11.901.484

nota:
Les estimacions d'aquest país expliquen explícitament els efectes de l'excés de mortalitat a causa del SIDA. Aquesta malaltia pot provocar una menor esperança de vida, població i taxes de creixement; major mortalitat infantil i taxes de mortalitat; i canvis en la distribució de la població per edat i sexe del que s'esperaria d'una altra manera (juliol de 2017 est.)

### Taxa de creixement de la població
2,45% (est de 2017)

### Relació de sexe
en néixer: 1.03 home(s)/dona

 menors de 15 anys: 1,01 home(s)/dona

 15 -64 anys: 0,99 home(s)/dona

 de 65 anys i més: 0,70 home(s)/dona

 població total: 1,00 home(s)/dona (est 2017)

### Esperança de vida al naixement
Població total: 64,3 anys

homes: 62,3 anys

dones: 66,3 anys (est. de 2017)

### Edat mitjana
Total: 19 anys
Home: 18,3 anys
Dona: 19,8 anys (est. de 2017)

### Grups ètnics[8]
- Hutu 84%
- Tutsi 15%
- Twa 1%

### Religions[8]
- Catolicisme 49,5%
- Protestantisme 39,4% (inclou Adventistes 12,2% i altres protestants 27,2%)
- Altres cristians 4,5%
- Islam 1,8%
- Animistes 0,1%
- Altres 0,6%
- Cap 3,6%
- No especificada 0,5%

### Llengües[8]
- Només Kinyarwanda (del grup bantu) 93,2%
- Kinyarwanda i altres idiomes 6,2%
- Francès (oficial) i altres idiomes 0,1%
- Anglès (oficial) i altres idiomes 0,1%
- Suahili (o Kiswahili usat en centres comercials) 0,02%
- Altres 0,03%
- Sense especificar 0,3% (est de 2002)

### Alfabetització
Definició: 15 o més anys poden llegir i escriure
La població total: 70,5%

 homes: 73,2%

 dones: 68% (est 2015)

### Despesa educativa
3,5% del PIB (2016)